# Distrito electoral local 19 de Tabasco
El Distrito Electoral Local 19 de Tabasco es uno de los 21 Distritos Electorales en los que se encuentra dividido el territorio del estado de Tabasco. Su cabecera es la ciudad de Nacajuca, en el municipio de Nacajuca, Tabasco.
Desde la redistritación de 2016 está formado por 37 secciones electorales ubicadas en el municipio de Nacajuca.

## Distritación actual

### Distritación electoral de 2016
El 30 de noviembre de 2016, el acuerdo del Consejo Estatal del Instituto de Electoral y de Participación Ciudadana de Tabasco determinó establecer la cabecera del Distrito Electoral Local 19 de Tabasco en la ciudad de Nacajuca, en el municipio de Nacajuca, Tabasco y conformarlo de la siguiente manera:
- Municipio de Nacajuca: 37 secciones electorales; de la 954 a la 990.

## Distritaciones anteriores

### Distritación electoral de 2002
La redistritación de 2002 creó el nuevo Distrito Electoral Local 19 de Tabasco en el municipio de Cárdenas, denominándolo Cárdenas Poniente, con cabecera distrital en la cabecera municipal, Heroica Cárdenas.

### Distritación electoral de 2011
El acuerdo del Consejo Estatal del Instituto de Electoral y de Participación Ciudadana de Tabasco (IEPCT) publicado en el Periódico Oficial del Estado de Tabasco, el 24 de noviembre de 2011 estableció que el Distrito Electoral Local 19 de Tabasco tuviera su cabecera en la ciudad de Nacajuca, y cambió su ubicación al municipio de Nacajuca.

## Diputados por el distrito
| Diputado                    | Partido por el que fue electo (a)                                                                                          | Grupo Parlamentario                  | Legislatura       | Periodo                                           | Cabecera Distrital |
| --------------------------- | --- | ------------------------------------ | ----------------- | ------------------------------------------------- | ------------------ |
| Lázaro Méndez López         | Partido de la Revolución Democrática                                                                                       | Partido de la Revolución Democrática | LVIII Legislatura | 1 de enero de 2004 - 31 de diciembre de 2006      | Cárdenas Poniente  |
| Delia María Montejo de Dios | Coalición por el Bien de Todos Partido de la Revolución Democrática Partido del Trabajo Movimiento Ciudadano               | Partido de la Revolución Democrática | LIX Legislatura   | 1 de enero de 2007 - 31 de diciembre de 2009      | Cárdenas Poniente  |
| Armando Beltrán Tenorio     | Candidatura Común Partido Revolucionario Institucional Partido Nueva Alianza                                               | Partido Revolucionario Institucional | LX Legislatura    | 1 de enero de 2010 - 31 de diciembre de 2012      | Cárdenas Poniente  |
| Uriel Ribera Ramón          | Coalición Movimiento Progresista por Tabasco Partido de la Revolución Democrática Partido del Trabajo Movimiento Ciudadano | Partido de la Revolución Democrática | LXI Legislatura   | 1 de enero de 2013 - 31 de diciembre de 2015      | Nacajuca           |
| Silbestre Álvarez Ramón     | Partido Acción Nacional | Partido Acción Nacional              | LXII Legislatura  | 1 de enero de 2016 - 4 de septiembre de 2018      | Nacajuca           |
| Carlos Madrigal Leyva       | Movimiento Regeneración Nacional                                                                                           | Movimiento Regeneración Nacional     | LXIII Legislatura | 5 de septiembre de 2018 - 4 de septiembre de 2021 | Nacajuca           |
| David Gómez Cerino          | Movimiento Regeneración Nacional                                                                                           | Movimiento Regeneración Nacional     | LXIV Legislatura  | Por iniciar                                       | Nacajuca           |